# Павлово (Владимирская область)
Павлово — деревня в Петушинском районе Владимирской области России, входит в состав Пекшинского сельского поселения.

## География
Деревня расположена в 26 км на север от центра поселения деревни Пекша и в 43 км на северо-восток от райцентра города Петушки.

## История
По переписным книгам 1678 года деревня Павлово вместе с частью села Алексино принадлежала помещику князю Ивану Григорьевичу Лыкову.
В конце XIX — начале XX века деревня входила в состав Воронцовской волости Покровского уезда, с 1924 года — в составе Черкутинской волости Владимирского уезда. В 1859 году в деревне числилось 11 дворов, в 1905 году — 24 дворов, в 1926 году — 23 дворов.
С 1929 года деревня входила в состав Алексинского сельсовета Собинского района, с 1940 года — в составе Дровновского сельсовета, с 1945 года — в составе Петушинского района, с 1949 года — в составе Васильковского сельсовета, с 1968 года — в составе Анкудиновского сельсовета, 2005 года — в составе Пекшинского сельского поселения.

## Население
| 1859 | 1905 | 1926 |
| ---- | ---- | ---- |
| 95   | 120  | 95   |

| 1859 | 1905 | 1926 | 2002 | 2010 | 2021 |
| ---- | ---- | ---- | ---- | ---- | ---- |
| 95   | ↗120 | ↘95  | ↘2   | ↘1   | ↗2   |